# HyperSonic XLC
HyperSonic XLC était un parcours de montagnes russes lancées situé à Kings Dominion à Doswell, en Virginie. HyperSonic XLC a été construit par S&S Worldwide (aujourd'hui S&S - Sansei Technologies), une société spécialisée dans les montagnes russes avec lancement à air comprimé. Elle a été la première au monde de ce type. HyperSonic XLC était un prototype pour une montagne russe avec lancement à air comprimé, appelée Thrust Air 2000.
L'attraction a été fabriquée à l'origine par Intermountain Lift, Inc. Elle a été reconstruite à Kings Dominion après avoir été déplacée de son emplacement original dans l'Utah. S&S Worldwide a également considérablement modifié la section qui suit la chute à 90° pour s'adapter au paysage de Kings Dominion et pour incliner correctement le virage.
En 2007, HyperSonic XLC a été fermé puis démantelé.

## Histoire
En 1999, S&S Worldwide construit un prototype de montagnes russes dans son centre d'essai de Logan, Utah. Il s'appelait Thrust Air 2000 et comportait un système de lancement unique en son genre, connu sous le nom de lancement à air comprimé. Le prototype présentait un tracé ovale avec un top hat de 52 mètres. Les trains étaient équipés de dispositifs de retenue par-dessus les épaules et de pneus en caoutchouc au lieu de roues en polyuréthane. Les roues en polyuréthane faisaient beaucoup de bruit lors du lancement. À l'origine, les montagnes russes devaient être construites à California's Great America, mais ce projet a été abandonné.
Le 1er août 2000, il a été annoncé que HyperSonic XLC viendrait à Kings Dominion pour la saison 2001. Ce serait l'une des trois montagnes russes lancées du parc, les autres étant Flight of Fear et Volcano, The Blast Coaster. Pour réduire les coûts, le parc a décidé d'acheter le prototype Thrust Air 2000 au centre d'essai de S&S Worldwide. Le manège présente quelques différences par rapport à sa construction initiale. Ces changements incluent des barres de retenue et un tracé plus long. Plus de 60 camions ont transporté la piste et les autres composants sur un trajet de 3 500 km à travers les États-Unis.
La construction d'HyperSonic XLC a commencé en octobre 2000 lorsque les pièces de la piste sont arrivées à Kings Dominion.
HyperSonic XLC a officiellement ouvert au grand public à temps le 24 mars 2001, premier jour de la saison.
L'attraction a souffert de temps d'arrêt constants, puisqu'il s'agissait d'un prototype. HyperSonic XLC a été fermé pendant trois mois au cours de la saison 2002 pour subir des modifications. Le 20 juin 2002, l'attraction a rouvert avec quelques changements mineurs.
Au cours de l'intersaison 2006-2007, Kings Dominion a mis HyperSonic XLC en vente. L'attraction a été exploitée pour la dernière fois en 2007. En janvier 2008, le parc a retiré HyperSonic XLC de son site web. Le jour de l'ouverture du parc, le 22 mars 2008, HyperSonic XLC avait été démonté et placé dans sa cour de dépôt actuelle, le long d'une partie de la route secondaire du parc.
En 2009, El Dorado a pris la place de l'HyperSonic XLC. Après son retrait deux ans plus tard, WindSeeker a ouvert à sa place en 2012. La plateforme est tout ce qui reste de l'ancien emplacement, entre Grizzly et Twisted Timbers.

## Expérience

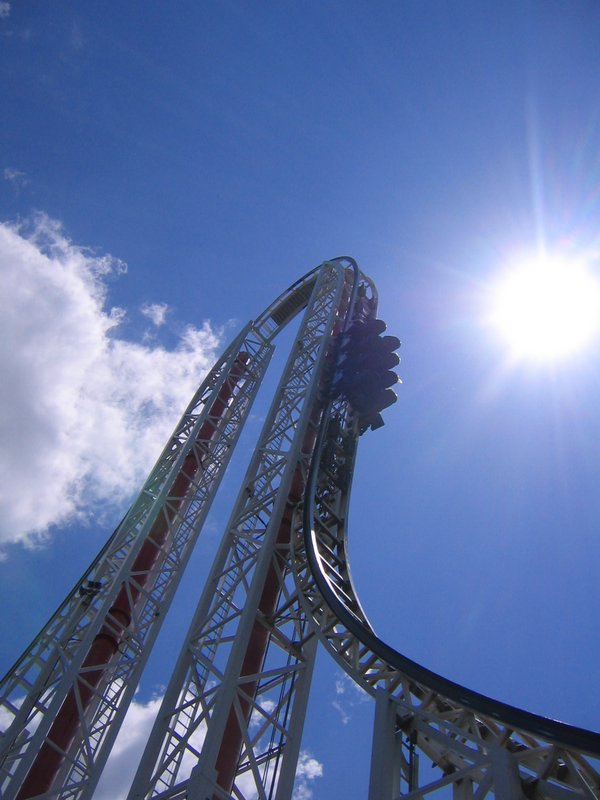
Les passagers faisaient face à une chute de 90 °

Après un lancement de 0 à 130 km/h en 1,8 seconde sur une pente de 90°, le train atteint le sommet du top hat de 50 m et, sans ralentir complètement, dévale une pente de 90°. Ensuite, le train effectue un virage incliné à gauche, puis un virage plus serré à droite, et contourne une petite colline avant le freinage.

## Système de lancement
Le système de lancement d'HyperSonic XLC est une technologie relativement nouvelle qui utilise de l'air comprimé pour lancer le train. Il est très similaire au système de lancement utilisé pour lancer les manèges Space Shot, également développé par S&S - Sansei Technologies. Les caractéristiques des lancements à air comprimé sont des pistes plus courtes et une accélération plus rapide, par rapport aux plateformes de lancement hydrauliques et LIM/LSM. Le système de lancement à air comprimé est utilisé sur la montagne russe avec accélération la plus rapide du monde, Do-Dodonpa, qui atteint 180 km/h en seulement 1,56 seconde.
Il a également été utilisé sur Ring°Racer. Des attractions telles que Kingda Ka et Top Thrill Dragster ont une vitesse de pointe plus élevée que Do-Dodonpa, mais Do-Dodonpa est la montagne russe dont l'accélération est la plus rapide.